# Atelecrinus
Atelecrinus is een geslacht van haarsterren uit de familie Atelecrinidae.

## Soorten
- Atelecrinus balanoides Carpenter, 1881
- Atelecrinus helgae A.H. Clark, 1913